# Campos Racing Academy
La Campos Racing Academy fue un programa de desarrollo de pilotos del equipo español Campos Racing.El programa estaba diseñado para brindar apoyo y preparar a los pilotos para las competiciones.

## Lista de pilotos

### Exmiembros
| Piloto                | Categoría reciente                                                                             |
| --------------------- | ---------------------------------------------------------------------------------------------- |
| José Manuel Urcera    | Turismo Carretera Turismo Nacional - Clase 3 TC Pick Up Campionato Italiano Gran Turismo - GT3 |
| Diego Menchaca        | GT World Challenge Europe Endurance Cup                                                        |
| Ralph Boschung        | Campeonato de Fórmula 2 de la FIA                                                              |
| Jesse Carrasquedo Jr. | Campeonato de EAU de Fórmula 4                                                                 |
| Álex Palou            | Campeonato de Fórmula 2 de la FIA                                                              |
| Leonardo Pulcini      | Gran Premio de Macao                                                                           |
| Rio Haryanto          | GP2 Series                                                                                     |
| Franco Colapinto      | Eurocopa de Fórmula Renault                                                                    |
| Ginaluca Petecof      | Campeonato de Fórmula 2 de la FIA                                                              |
| Lorenzo Colombo       | Campeonato de Fórmula 3 de la FIA                                                              |
| Fuente:               |                                                                                                |